# Nick Carter (personagem)
Nick Carter é um detetive particular fictício da literatura pulp estadunidense.

## Histórico
Nick Carter apareceu pela primeira vez no arco de história de treze partes The Old Detective's Pupil; ou, The Mysterious Crime of Madison Square, escrito por John R. Coryell e publicado a partir de 18 de Setembro de 1886 em New York Weekly Vol. 41 No. 46. Foi criado por Ormond G. Smith, filho de um dos fundadores da editora Street & Smith. O personagem foi bastante popular e ganhou uma revista própria, Nick Carter Weekly.
Em 1915, a revista Nick Carter Weekly virou Detective Story Magazine. Na década de 1930, devido ao sucesso das revistas pulp de O Sombra e Doc Savage, a Street & Smith lançou uma revista desse tipo para para o personagem Nick Carter Detective Magazine, publicada de de 1933 a 1936. Os romances com Carter continuaram a aparecer durante a década de 1950, época na qual havia um programa de rádio popular, Nick Carter, Master Detective, que ia ao ar na Mutual Broadcasting System de 1943 e 1955. Na década de 1960, as histórias de espionagem se tornaram bastante populares graças ao sucesso de James Bond do escritor britânico Ian Fleming, com isso, Carter foi reformulado como agente secreto na série de livros Nick Carter-Killmaster publicada de 1964 a 1990.

## Autores
- John R. Coryell (1848–1924)
- Frederick Van Rensselaer Dey (1861–1922)
- Thomas C. Harbaugh (1849–1924)
- Eugene T. Sawyer (1847–1924)
- Richard Edward Wormser (1908-1977)

## Filmes
França
Em 1908, a produtora francesa Éclair lançou o seriado Nick Carter, le roi des détectives, dirigido por Victorin-Hippolyte Jasset e estrelado por Pierre Bressol, a produção teve oito episódios, em 1909, o ator estrelou outro seriado Les nouveaux exploits de Nick Carter, que teve apenas dois episódios, o ator americano Eddie Constantine interpretou o personagem nos filmes  Nick Carter va tout casser (1964) e Nick Carter et le trèfle rouge (1965).
Hollywood
O ator Walter Pidgeon interpretou o detetive Nick Carter em uma trilogia de filmes lançados pela  Metro-Goldwyn-Mayer. Embora a MGM tenha comprado os direitos de várias histórias de Nick Carter, os filmes tiveram roteiros originais.
- Nick Carter, Master Detective (1939)
- Sky Murder (1940)
- Phantom Raiders (1940)

Em 1946, como os direitos ainda estavam com a MGM, a Columbia Pictures lançou o seriado Chick Carter, Detective, baseado na série de rádio Chick Carter, Boy Detective, sobre um filho adotivo do detetive. Em 1964, o ator Robert Conrad estrelou um piloto de uma série ambientada na Era Vitoriana:  The Adventures of Nick Carter, a série não chegou a ser produzida e o piloto foi exibido como um telefilme.

## Radio

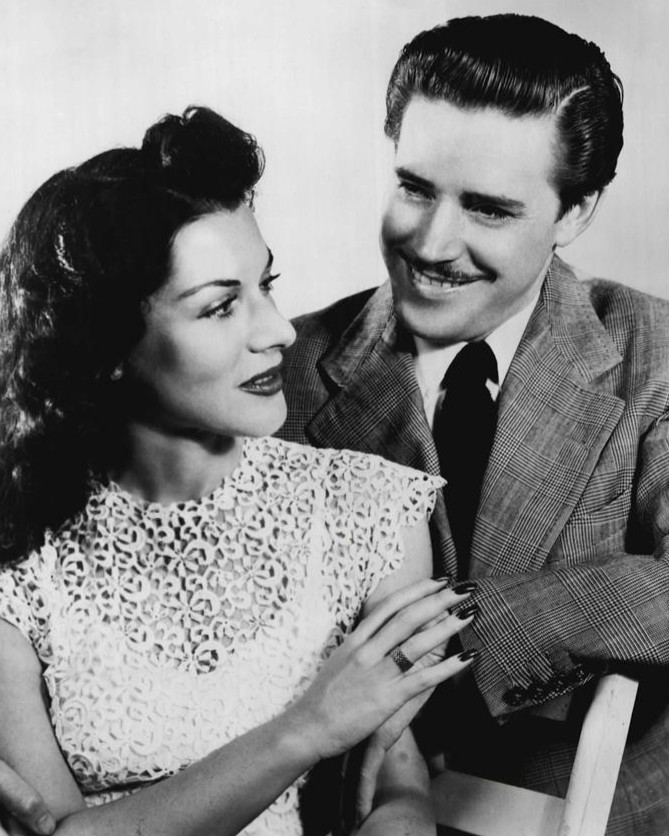
Charlotte Manson e Lon Clark em Nick Carter, Master Detective (1946)

Nick Carter ganhou uma versão para rádio chamada The Return of Nick Carter, logo depois renomeada para Nick Carter, Master Detective, estrelada por  Lon Clark, a série estreou em 11 de abril de 1943, transmitida pela  Mutual Broadcasting System.
Jock MacGregor foi o produtor e diretor,  os roteiros ficaram a cargo de Alfred Bester, Milton J. Kramer, David Kogan e outros. A música de fundo foi fornecido por organistas Hank Sylvern, Lew Branco e George Wright.
Patsy Bowen, assistente de Nick, foi interpretado por Helen Choate até meados de 1946 e, em seguida, Charlotte Manson entrou no papel. John Kane interpretou o repórter Scubby Wilson. O contato de Nick no departamento de polícia era Sgt. Mathison (Ed Latimer). O elenco de apoio incluíia Raymond Edward Johnson, Bill Johnstone e Bryna Raeburn. Michael Fitzmaurice foi locutor do programa. A série terminou em 25 de setembro de 1955.
Chick Carter, Boy Detective foi série que foi ao ar de segunda a sexta tardes na Mutual. Chick Carter, era o filho adotivo de Nick Carter e foi interpretado por Bill Lipton (1943-1944) e Leon Janney (1944-1945). A série foi ao ar a partir de 05 de julho de 1943 para 06 julho de 1945.

## Histórias em quadrinhos
No Brasil, Renato Silva ilustrou uma tira de Nick Carter publicada no Suplemento Juvenil em 1937.
Na década de 1940, Nick Carter e Chick Carter apareceram nas revistas em quadrinhos do Sombra, Doc Savage e Army & Navy Comics publicadas pela Street & Smith. Em 1972, surge uma paródia de mesmo nome.

## Ouça
- Nick Carter, Master Detective (16 episódios)
- Nick Carter, Master Detective (125 episódios)